# Choline
La choline ([kolin], du grec kholê, bile) est un nutriment essentiel initialement classé dans le groupe des vitamines B. Chimiquement, la choline est un dérivé hydroxylé d'ammonium quaternaire. Elle peut être synthétisée par le foie, quoiqu'en quantités insuffisantes.
La choline alimentaire est la principale source de groupements méthyle (60 % des groupes CH3 en proviennent). La vaste majorité de la population ne consomme pas suffisamment de choline : le spécialiste Steven Zeisel a déclaré: « une récente analyse des données du NHANES 2003-2004 a révélé que chez les enfants (à l'exception des plus jeunes), les hommes, les femmes (y compris les femmes enceintes), les apports moyens en choline sont largement en dessous des niveaux adéquats »,. La choline est présente en grande partie sous forme de phosphatidylcholine (aussi appelée lécithine), un des phospholipides favorisant l'intégrité des membranes cellulaires. L'acétylcholine, un neurotransmetteur notamment impliqué dans le système nerveux central, résulte de la liaison ester entre la choline et l'acide acétique.

## Histoire
La choline a été isolée pour la première fois par le chimiste Adolph Strecker en faisant bouillir de la lécithine.

## Rôle
La choline est un constituant de base des phosphatidylcholines, de l'acétylcholine et sert de précurseur à la bétaïne et à la S-adénosylméthionine, un donneur de groupes méthyle fondamental en biologie.
De fait, la disponibilité de la choline a un impact profond sur la fonction hépatique, notamment sur le plan épigénétique, puisque le marquage de l'ADN et des histones des cellules hépatiques régule l'expression de leurs gènes.

## Apports suggérés
Il n'existe pas d'apports quotidiens recommandés, mais des apports adéquats suggérés par les spécialistes de la choline. Ils peuvent être réajustés à la hausse selon les situations,.
| Groupe      | mg/jour |
| ----------- | ------- |
| Femmes      | 425     |
| Grossesse   | 450     |
| Allaitement | 550     |
| Hommes      | 550     |

## Sources
La choline est largement présente dans l'alimentation, libre ou alors sous forme de phosphatidylcholine ou de sphingomyéline, mais les études épidémiologiques montrent que les apports sont très variables (du simple au triple). En outre, certaines personnes ont besoin de davantage de choline que d’autres en raison de certains polymorphismes génétiques fréquents. Après absorption au niveau de l'intestin grêle, la choline est transportée jusqu'au foie puis distribuée dans les tissus.
Il existe également une origine endogène de la choline, par biosynthèse à partir d'un acide aminé, la glycine. Celui-ci est transformé successivement en sérine, éthanolamine et phosphatidyléthanolamine qui subit trois méthylations pour donner la phosphatidylcholine puis la choline.
Dans notre alimentation, on trouve de la choline dans les œufs (250 mg/100 g), le foie des animaux (autour de 300 mg/100 g), la viande et le poisson (de 70 mg à 100 mg/100 g), puis les légumineuses et les noix (autour de 40 mg/100 g).
La choline résulte également d'une réaction dégradant l’acétylcholine à savoir, l'hydroxylation de l'acétylcholine par son enzyme, l'acétylcholinestérase.

## Structure
La choline porte une fonction alcool et une fonction ammonium quaternaire. C'est une molécule chargée positivement. La choline est aussi connue sous le nom de (2-hydroxyéthyl) triméthylammonium.